# Карамазар (родовище)
Карамазар — Карамазарська група родовищ — свинцево-цинкові, свинцово-цинково-арсенові, вольфрам-молібденові і мідні родовища, розвинені в межах Курамінського хребта на території Таджикистану та Узбекистану.

## Історія
Промисловий видобуток корисних копалин почався після арабського завоювання, пік розвитку — VIII-ІХ століттях. У 1930 відкрите Чорух-Дайронське шеєлітове родовище, експлуатація якого почалася в 1941-му. З 1932 року почався видобуток багатих свинцевих руд на Кансайському і цинкових руд на Такелійському рудниках.
З 1950 почало розроблятися Алмаликське мідно-порфірове родовище.

## Характеристика
Загальна площа району близько 4000 км². Розробка мідних руд велася в бронзовій добі. Срібні монети, карбовані з місцевого металу, знайдені на тер. Вірменії, Данії, Фінляндії. Крім срібла, в середні віки тут видобували свинець, мідь, залізо, бірюзу, туф, аметисти. За весь період існування рудників видобуто декілька сотень тонн срібла. Найбільші рудники досягали глибини у 100—150 метрів. У цей же час залучені до експлуатації свинцево-цинкове Куруксайське і вісмутове Адрасманське родовища.
На кінець XX століття ряд родовищ Карамазара (Куруксайське, Такелійське, Чорух-Дайронське й інші) значною мірою відпрацьовані. В експлуатації знаходяться Топканське, Кансайське, Замбаракське, Канімансурське і Алмаликське родов. Всі родов. сформувалися з гарячих водних розчинів в кінці герцинської епохи тектогенезу і генетично пов'язані з пермсько-тріасовими інтрузіями гранітоїдів. Рудні тіла простежуються на глибині понад 700 м.